# Archamia flavofasciata
Archamia flavofasciata är en fiskart som beskrevs av Gon och Randall 2003. Archamia flavofasciata ingår i släktet Archamia och familjen Apogonidae. Inga underarter finns listade i Catalogue of Life.

## Bildgalleri

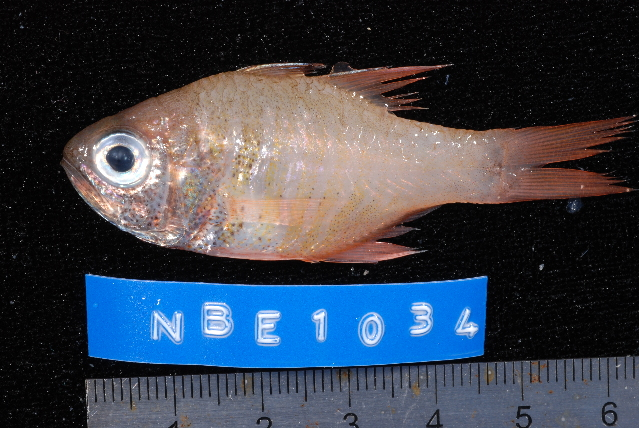